# Bistrica (Uskoplje, BiH)
Bistrica je naseljeno mjesto u općini Uskoplje, Federacija Bosne i Hercegovine, BiH.

## Zemljopis
Nalazi se sjeveroistočno od Uskoplja. Kroz mjesto protječe Bistrička rika, desna pritoka Vrbasa.

## Povijest
Na Pavlinima u Bistrici je postojalo rimsko naselje. U srednjem vijeku Bistrica je najnapučenije područje ovoga kraja. Pretpostavlja se da se u selu nalazila jedna crkva i samostan, a registrirano je oko 160 stećaka na 2 lokaliteta što je najveći broj stećaka na području današnje općine. Za osmanske vladavine u Bistrici je bila Abazovića kula koja je izgorjela 1912. godine.
U Bistrici je Samostan sv. Male Terezije Družbe Kćeri Božje Ljubavi.

## Stanovništvo

### Popisi 1971. – 1991.
| Bistrica           |              |              |              |
| godina popisa      | 1991.        | 1981.        | 1971.        |
| Hrvati             | 914 (53,35%) | 781 (50,03%) | 666 (51,30%) |
| Muslimani          | 781 (45,59%) | 749 (43,72%) | 603 (46,45%) |
| Srbi               | 7 (0,40%)    | 6 (0,38%)    | 20 (1,54%)   |
| Jugoslaveni        | 4 (0,23%)    | 10 (0,64%)   | 0            |
| ostali i nepoznato | 7 (0,40%)    | 15 (0,96%)   | 9 (0,69%)    |
| ukupno             | 1.713        | 1.561        | 1.298        |

### Popis 2013.
| Bistrica           |              |
| godina popisa      | 2013.        |
| Bošnjaci           | 686 (49,78%) |
| Hrvati             | 683 (49,56%) |
| Srbi               | 1 (0,07%)    |
| ostali i nepoznato | 8 (0,58%)    |
| ukupno             | 1.378        |

## Župa Bistrica
Župa Sv. Terezije od Djeteta Isusa u Bistrici osnovana je dekretom vrhbosanskog nadbiskupa Ivana Evanđelista Šarića. U župu su uključena sela: Bistrica, Vilić Polje, Volari, Gaj, Hrasnica, Grnica i dio Krupe.

## Poznati Bistričani
- Anto Šarić
- Tomislav Šarić

## Šport
Od 2013. održava se Malonogometni turnir Bistrica.

## Vanjske poveznice
- Satelitska snimka  Arhivirana inačica izvorne stranice od 14. veljače 2021. (Wayback Machine)